# Vulcaniella grabowiella
Vulcaniella grabowiella é uma espécie de insetos lepidópteros, mais especificamente de traças, pertencente à família Cosmopterigidae.
A autoridade científica da espécie é Staudinger, tendo sido descrita no ano de 1859.
A espécie é encontrada na Europa meridional, da Península Ibérica à Grécia.